# Chance Casey
Chance Casey-Thomas (Southlake, 11 marzo 1991) è un giocatore di football americano statunitense che gioca nel ruolo di cornerback per i San Francisco 49ers della National Football League (NFL). Al college giocò a football americano per la Baylor University.

## Carriera professionistica

### Oakland Raiders
Casey firmò il 13 maggio 2013 come free agent con gli Oakland Raiders, dopo non esser stato scelto al draft NFL 2013. Il 1º settembre venne svincolato per poi firmare il giorno seguente con la squadra d'allenamento. Il 7 dicembre venne promosso in prima squadra e il giorno dopo debuttò come professionista contro i New York Jets. Chiuse la stagione giocando 2 partite.

### San Francisco 49ers
Nel 2014, Daniel firmò per fare parte della squadra di allenamento dei San Francisco 49ers.

## Statistiche
| Partite totali      | 2 |
| Partite da titolare | 0 |
| Tackle totali       | 0 |
| Sack                | 0 |
| Intercetti          | 0 |
| Fumble forzati      | 0 |

Statistiche aggiornate al 4 febbraio 2014